# Крчаг
Крчаг или врч је посуда која служи за изливање или сипање течности. Може бити израђен од керамике, стакла или метала. Некада су били већих димензија.
Најчешће имају једну дршку, али неке врсте могу имати и две или бити потпуно без њих.
Користили су се од настанка првих култура, током Антике, па све до данас.

## Галерија
- Крчаг из Херат, Авганистана (1180-1210), Метрополитен музеј, Њујорк
- Крчаг од „Рубино“ стакла
- Крчаг за крштење из 1711.